# Torun Boucher
Torun Boucher, född 6 juli 1959 i Engelbrekts församling i Stockholm, är en svensk vänsterpartistisk politiker som valdes in som ledamot i Stockholms kommunfullmäktige 2014. Sedan 2022 är Torun Boucher äldre- och kulturborgarråd i ett rödgrönt styre med Vänsterpartiet, Socialdemokraterna och Miljöpartiet.

## Biografi
I sena tonåren tog Torun Boucher kurser i mim i Stockholm och som 20-åring åkte hon till Paris för att studera mim på heltid. Hon bodde totalt fem år i Paris och efter hemkomsten till Stockholm jobbade hon femton år professionellt med teater fram till att hon började ägna sig heltid åt politiken.
Boucher har uppträtt, regisserat, producerat och undervisat inom teater. Mellan uppdragen arbetade hon också på posten. 
Hon är dotter till Ludvig Rasmusson.